# Beljajew-Kreis

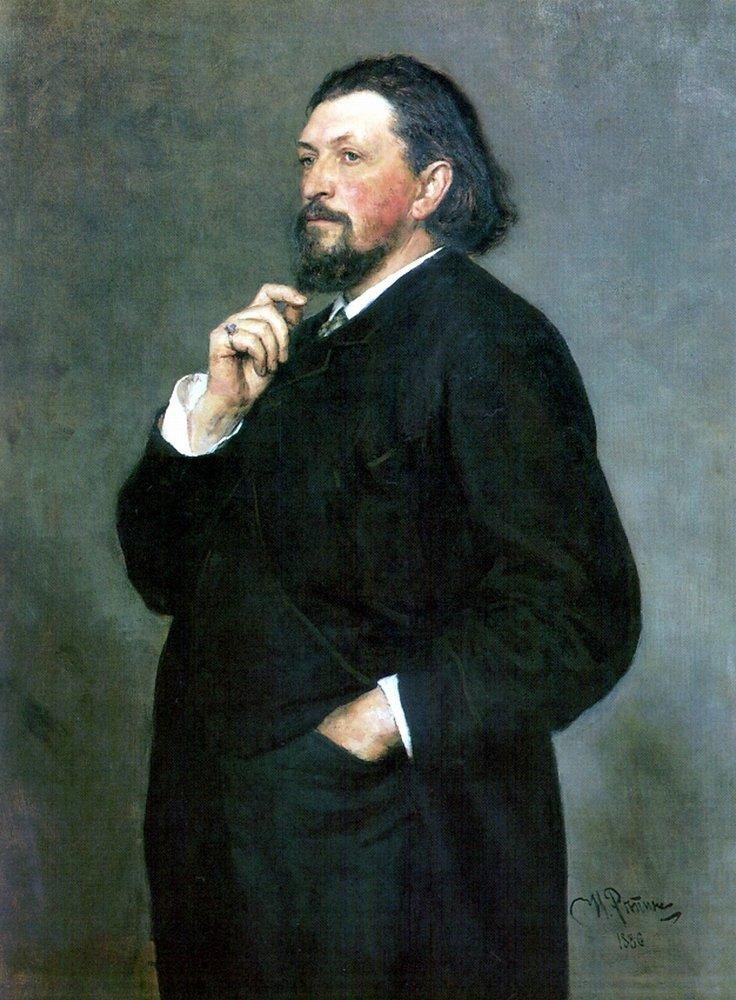
Beljajew, porträtiert von Ilja Repin (1886)

Als Beljajew-Kreis (russisch Беляевский кружок) wird die einflussreiche Gruppe russischer Komponisten bezeichnet, die sich Ende des 19. Jahrhunderts um den Mäzen und Musikverleger Mitrofan Petrowitsch Beljajew in Sankt Petersburg versammelten.
Die zwischen 1885 und 1908 aktive Gesellschaft, an deren Spitze Nikolai Rimski-Korsakow stand und der Persönlichkeiten wie Alexander Borodin, Wladimir Wassiljewitsch Stassow und Alexander Glasunow angehörten, setzte die Tradition der Gruppe der Fünf fort, nachdem diese allmählich zerfallen war.
Während die Vorgänger, auch unter dem Namen mächtiges Häuflein bekannt, nach Rimski-Korssakovs Worten „der Periode des Sturmes und des Aufeinanderprallens in der Entwicklung der russischen Musik“ entsprachen, stand der Kreis Beljajews für die Phase des „friedlichen Vormarsches.“
Der nationale Stil der russischen Tradition wurde zwar weiterhin hervorgehoben; doch lehnte der Kreis Techniken und Einflüsse westeuropäischer Musik nicht mehr so rigoros ab. In dieser neuen Haltung folgte er Rimski-Korsakow, dem einflussreichen Komponisten und Lehrer am  Konservatorium.

## Hintergrund und Einzelheiten

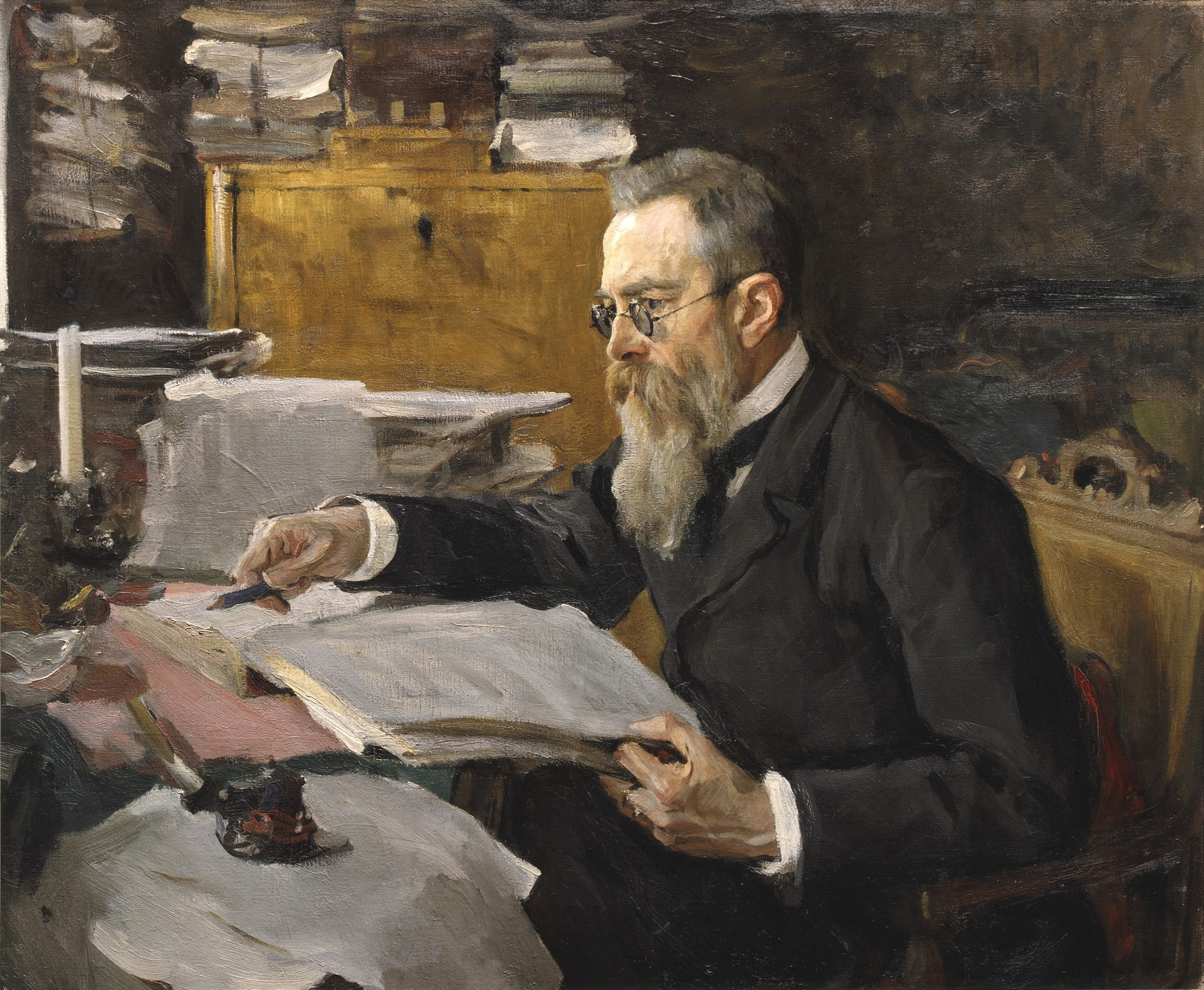
Nikolai Rimski-Korsakow, Porträt gemalt von Walentin Serow (1898)

Der Namensgeber Beljajew, ein musikbegeisterter Amateur, veranstaltete in seiner Petersburger Wohnung jeden Freitag Quartettabende, an denen er meist die Bratsche spielte. Mitte der 1880er Jahre erweiterte sich der Kreis der Besucher der Beljajew-Freitage auch um Rimski-Korsakow, der die Entwicklung der Gruppe fortan bestimmen sollte. Sie trugen ihre Werke vor und diskutierten über sie. Der Kontakt mit einflussreichen Persönlichkeiten des Petersburger Musiklebens brachte Beljajew dazu, die zeitgenössische Tonkunst mit den großzügigen finanziellen Mitteln zu unterstützen, die ihm zur Verfügung standen. So gab er die Leitung des Unternehmens auf, das er von seinem Vater übernommen hatte und widmete sich der Förderung russischer Musik. Zu diesem Zweck stiftete er 1884 die Glinka-Preise, mit denen sinfonische Werke ausgezeichnet und die bis 1917 vergeben wurden.
Während der Kreis die Bedeutung der Musik von Tschaikowski hervorhob, stand er Sergei Rachmaninow kritisch gegenüber. Rückblickend befand Alexander Ossowski, damals stellvertretender Vorsitzender des Glinka-Preis-Komitees, der Kreis ignoriere die schöpferische Individualität des Komponisten, indem er ihn als Epigonen Tschaikowskis betrachte. Anders als bei Skrjabin, dessen Werk Beljajew schätzte und verlegte, sei er an den Kompositionen Rachmaninows nicht interessiert. Nach Beljajews Tod sei das Kuratorium ihm gegenüber objektiver geworden.